# Zündspannung
Die Zündspannung ist die elektrische Spannung, die benötigt wird, um eine Gasentladung einzuleiten. Sie ist eine wesentliche Voraussetzung für den Betrieb von Ottomotoren, Gasentladungslampen, Schweißstromquellen und Geiger-Müller Zählrohren. 
Bei Ottomotoren wird die Zündspannung benötigt, um Funken zwischen den Elektroden der Zündkerze zu erzeugen.
Zündspannungen werden auf unterschiedlichste Arten erzeugt, beispielsweise mit Hilfe eines Transformators oder einer Hochspannungskaskade. Solche findet man zum Beispiel in Lasern, Leuchtreklamen oder Elektronenblitzgeräten.